# 스즈키 노부타카
스즈키 노부타카(일본어: 鈴木 伸貴, 1983년 9월 12일 ~ )는 일본의 전 축구 선수이다.

## 구단 경력
과거 쇼난 벨마레, 가이나레 돗토리에서 활동하였다.